# 1991年阿曼大选
1991年阿曼首次举行大选。

## 背景
1990年11月阿曼苏丹卡布斯·本·赛义德·阿勒赛义德在国庆日讲话中宣布，成立阿曼協商會議以取代国家协商委员会。

## 选举制度
協商會議由60名成员组成，其中包括59名地区代表和1名主席。59个选区中，每个选区都有三名候选人。1991年4月，选区委员会以无记名投票方式确定候选人名单，每个选区委员会成员在400～500人左右，由具有“有价值的意见和经验”的人组成，并由当地地方长官任命，仅限于政要、部落首领和大学毕业生，所有成员在地方长官邀请后方有资格投票。
女性可以被选入委员会，但不能成为候选人。候选人必须是年满30岁的男性，不得有“不诚实行为”被定罪经历，并需要受到“高度尊重和良好声誉”。

## 结果
前国家协商委员会主席于1991年11月被任命为新的協商會議主席，协商会议于1992年1月举行第一次例会。